# Episodi di I fiumi di porpora (seconda stagione)
La seconda stagione della serie televisiva I fiumi di porpora (Les Rivières pourpres) è composta da 4 episodi.
È stata trasmessa in Francia e Belgio dal 6 al 27 gennaio 2020 su France 2, in Germania dal 16 novembre al 7 dicembre 2020 su ZDF.
In Francia gli episodi sono stati divisi in due parti per poter inserire messaggi pubblicitari, essendo vietate le interruzioni pubblicitarie sui canali del servizio pubblico.
In Italia la seconda stagione è stata trasmessa in prima visione su Rai 4 ogni domenica in prima serata dal 3 al 24 marzo 2024.
| nº | Titolo originale   | Titolo italiano   | Prima TV Ftancia | Prima TV Italia |
| -- | ------------------ | ----------------- | ---------------- | --------------- |
| 1  | Innocentes         | Eterna giovinezza | 6 gennaio 2020   | 24 marzo 2024   |
| 2  | Furta sacra        | Furta sacra       | 13 gennaio 2020  | 3 marzo 2024    |
| 3  | Kenbaltyu          | Kenbaltyu         | 20 gennaio 2020  | 10 marzo 2024   |
| 4  | La Lignée de verre | La linea di vetro | 27 gennaio 2020  | 17 marzo 2024   |

## Eterna giovinezza
- Titolo originale: Innocentes
- Diretto da: Ivan Fegyveres
- Scritto da: Oliver Prieur

### Trama
- Altri interpreti: Christiane Paul (professoressa Vialle), Matthieu Dessertine (Bastien), Carole Franck (Claude), Mona Berard (Lydie), Natacha Krief (Maya), Luna Carpiaux (Romane), Gaëtan Lejeune (Ambroise), Rémi Poilane (Enzo), Maxence Pupillo (amico di Enzo), Fanny Simon, Aloïs Menu (direttore dell'hôtel), Claude Perron (Caroline de Montferville)

## Furta sacra
- Titolo originale: Furta sacra
- Diretto da: Olivier Barma
- Scritto da: David Neiss, David Morley

### Trama
- Altri interpreti: Marc Riso (Courroyer), Grégoire Monsaingeon (Padre Benoît), Masha Kondakova (Adriana), Charlotte Van Bervesseles (Amandine Ferry), Gonzague Van Bervesseles (Michel Forget)

## Kenbaltyu
- Titolo originale: Kenbaltyu
- Diretto da: David Morley
- Scritto da:

### Trama
- Altri interpreti: Gérald Laroche (Charlier), Èlodie Hesme (Moreno), Isabelle de Hertogh (Marie-Pierre), Issaka Sawadogo (professore), Nathan Mandja (Souleymane), Annie-Paris Nkinsi (Ngitouka), Mike Imbierowicz (Greg), Nganji Mutiri (Zakaria), Isil Bengi (Diwan)

## La linea di vetro
- Titolo originale: La Lignée de verre
- Diretto da: Manuel Boursinhac
- Scritto da:

### Trama
Léo, l'irrequieto e ribelle figlio di Camille, si getta in una rischiosa impresa. Dopo aver scoperto la propria impressionante somiglianza con Herminien de Monferville, figlio minore di una ricca famiglia lionese misteriosamente scomparso sei anni prima, decide di prenderne il posto.
Sì ustiona i polpastrelli per occultare le impronte digitali, finge un'amnesia causata dalle angherie subite durante il supposto rapimento, e si presenta a casa dei de Monferville.
La madre Caroline e la sorella Aliénor lo accolgono con gioia e senza esitazione, come una sorta di miracolo; diverso invece l'atteggiamento del fratello maggiore Louis-Geoffroy, ostile al limite della violenza e dell'aggressione fisica.
L'atmosfera della grande casa è strana, decadente, e ben presto Léo si rende conto di essere virtualmente prigioniero: viene chiuso a chiave nella sua camera e costretto ad assumere farmaci, con il pretesto del suo benessere.
Per fortuna Camille, allarmata dalla mancanza di notizie da parte del figlio, è riuscita a rintracciarlo tramite il cellulare.
Con l'aiuto di  Niémans riuscirà a tirar fuori
Léo dalla pericolosa situazione, scoprendo anche i vecchi segreti custoditi dai de Monferville.
- Altri interpreti: Claude Perron (Caroline de Montferville), Serge Riaboukine (Commissario Gaillard), Audran Cattin (Léo), Alexia Giordano (Aliénor Monferville), Olivier Chantreau (Louis Geoffroy Monferville), Marc Wilhelm (Michel), Bernard Villanueva (il maggiordomo), Florent Hill (Capuchon), Jonathan Chiche